# 徐紹曾
徐紹曾（？—1611年），字茂烈，號衷耿，浙江杭州府海寧縣人，軍籍，明朝政治人物。

## 生平
萬曆十九年（1591年）辛卯科浙江鄉試第三十名舉人，二十三年（1595年）中式乙未科會試第一百十二名，三甲第六十二名進士。兵部觀政，授湖廣黃岡縣知縣，二十八年（1600年）升南京工部主事，升南京兵部郎中，三十七年（1609年）出為山西按察司副使，三十九年五月卒于襄陵

## 家族
曾祖徐蘭；祖父徐文卿，號慎斋；伯父徐鶴齡，嘉靖十七年進士；父徐鶴翔，字翼甫，增廣生冠帶。母曹氏。永感下。妻濮氏。長子徐拱極；次子徐胤桂，字芳永，邵陽縣主簿。